# Dino (cantor)
Dean Esposito, mais conhecido por Dino (Encino, Los Angeles, 20 de Julho de 1963), é um cantor de freestyle/dance music estadunidense. Dino é melhor lembrado pelas suas canções "I Like It" e "Romeo", que chegaram a posição #7 e #6 respectivamente na Billboard Hot 100 em 1989 e 1990.

## Discografia

### Álbuns de estúdio
| 1989                                               | 24/7 - Lançado: 1989 - Gravadora: 4th & B'way Records                                | 34 | E.U.A.: Ouro |
| 1990                                               | Swingin' - Lançado: 13 de Agosto de 1990 - Gravadora: Polydor Records/Island Records | 82 |              |
| 1993                                               | The Way I Am - Lançado: 3 de Agosto de 1993 - Gravadora: East West Records           | —  |              |
| "—" denota um lançamento que não entrou na parada. |                                                                                      |    |              |